# イソフジ
イソフジ（磯藤、学名：Sophora tomentosa）は、マメ科クララ属の常緑低木。方言名：ハブュキギー、ハママミ、イカヌタマグ。

## 特徴
高さ1–3 mほどで幹は直立する。葉は奇数羽状複葉が互生し、5–8対の小葉を持つ。小葉は全縁で長さ2–4 cm。花は鮮やかな黄色で、長さ15 cmほどの総状花序を頂生する。花期は夏～冬。果実は緑白色～淡褐色で数珠状の豆果で長さ10–15 cm、中に6–8個の種子を含む。若い葉の表裏、若枝、花序、果実などに白い軟毛が密生し、木全体が白っぽく見えるため、遠くからでもよくわかる。豆果はイカの卵にも例えられる独特のくびれた形で、長く枝に残り目立つ。

## 分布と生育環境
奄美群島～先島諸島、小笠原。アジアと太平洋諸島の熱帯から亜熱帯。海岸の砂浜や岩礁などに生える。

## 利用
砂防用、庭木、公園樹、防風林。

## 種の保全状況評価
環境省レッドリストで絶滅危惧IB類、東京都（島しょ部）絶滅危惧IA類、鹿児島県絶滅危惧II類。

## ギャラリー
- 樹姿
- 豆果
- 植栽
（沖縄県中頭郡読谷村 イオンタウン読谷）
- 海岸のイソフジ
（2025年2月 沖縄県伊是名村）